# UCI Oceania Tour 2020
Navigation
Édition précédente Édition suivante
L'UCI Oceania Tour 2020 est la 16e édition de l'UCI Oceania Tour, l'un des cinq circuits continentaux de cyclisme de l'Union cycliste internationale. Il est composé de quatre compétitions organisées du 15 janvier au 9 février 2020 en Océanie.

## Équipes
Les équipes qui peuvent participer aux différentes courses dépendent de la catégorie de l'épreuve. Par exemple, les UCI WorldTeams ne peuvent participer qu'aux courses .1 et .2 et leur nombre par épreuves est limité.
| Catégorie | Catégorie               | Équipes                                                                                 |
| --------- | ----------------------- | --------------------------------------------------------------------------------------- |
| .1        | 1.1 (Course d'un jour)  | * UCI WorldTeam (max 50 %) * UCI ProTeam * Équipe continentale * Sélection nationale    |
| .1        | 2.1 (Course par étapes) | * UCI WorldTeam (max 50 %) * UCI ProTeam * Équipe continentale * Sélection nationale    |
| .2        | 1.2 (Course d'un jour)  | * UCI ProTeam * Équipe continentale * Sélection nationale * Équipe régionale et de club |
| .2        | 2.2 (Course par étapes) | * UCI ProTeam * Équipe continentale * Sélection nationale * Équipe régionale et de club |

## Calendrier des épreuves

### Janvier
| Date  | Course                    | Pays             | Classe | Vainqueur        | Équipe                          |
| ----- | ------------------------- | ---------------- | ------ | ---------------- | ------------------------------- |
| 15-19 | New Zealand Cycle Classic | Nouvelle-Zélande | 2.2    | Rylee Field      | Team BridgeLane                 |
| 25    | Gravel and Tar Classic    | Nouvelle-Zélande | 1.2    | Hayden McCormick | Black Spoke Pro Cycling Academy |
| 30    | Race Torquay              | Australie        | 1.1    | Sam Bennett      | Deceuninck-Quick Step           |

### Février
| Date | Course          | Pays      | Classe | Vainqueur   | Équipe |
| ---- | --------------- | --------- | ------ | ----------- | ------ |
| 5-9  | Herald Sun Tour | Australie | 2.1    | Jai Hindley | Sunweb |

## Classements
- Note: classements définitifs au 10 novembre[2],[3]

| #  | Coureur           | Équipe                             | Pts.  |
| -- | ----------------- | ---------------------------------- | ----- |
| 1  | Richie Porte      | Trek-Segafredo                     | 1 733 |
| 2  | Jai Hindley       | Team Sunweb                        | 1 155 |
| 3  | George Bennett    | Team Jumbo-Visma                   | 1 100 |
| 4  | Michael Matthews  | Team Sunweb                        | 1 022 |
| 5  | Caleb Ewan        | Lotto-Soudal                       | 0971  |
| 6  | Rohan Dennis      | Ineos Grenadiers                   | 0550  |
| 7  | Dion Smith        | Mitchelton-Scott                   | 0491  |
| 8  | Jack Haig         | Mitchelton-Scott                   | 0435  |
| 9  | Simon Clarke      | EF Pro Cycling                     | 0308  |
| 10 | Damien Howson     | Mitchelton-Scott                   | 0294  |
| 11 | Robert Stannard * | Mitchelton-Scott                   | 0254  |
| 12 | Lucas Hamilton    | Mitchelton-Scott                   | 0251  |
| 13 | Marcus Culey      | Team Sapura Cycling                | 0210  |
| 14 | Ben O'Connor      | NTT Pro Cycling                    | 0197  |
| 15 | Jesse Ewart       | Team Sapura Cycling                | 0192  |
| 16 | Shane Archbold    | Deceuninck-Quick Step              | 0175  |
| 17 | Jay McCarthy      | Bora-Hansgrohe                     | 0164  |
| 18 | Ryan Cavanagh     | St George Continental Cycling Team | 0157  |
| 19 | Nicholas White    | Team BridgeLane                    | 0152  |
| 20 | Nathan Haas       | Cofidis                            | 0151  |

| # | Équipe                             | Pts. |
| - | ---------------------------------- | ---- |
| 1 | St George Continental Cycling Team | 420  |
| 2 | BridgeLane                         | 315  |
| 3 | Black Spoke Pro Cycling Academy    | 272  |
| 4 | Nero Continental                   | 059  |
| 5 | ARA Pro Racing Sunshine Coast      | 031  |
| 6 | Oliver's Real Food Racing          | 05   |
| 7 | EuroCyclingTrips-CMI Pro Cycling   | 03   |

| # | Pays             | Pts.  |
| - | ---------------- | ----- |
| 1 | Australie        | 6 468 |
| 2 | Nouvelle-Zélande | 2 178 |

| # | Pays             | Pts. |
| - | ---------------- | ---- |
| 1 | Australie        | 695  |
| 2 | Nouvelle-Zélande | 149  |